# Harpendyreus meruana
Harpendyreus meruana är en fjärilsart som beskrevs av Aurivillius 1910. Harpendyreus meruana ingår i släktet Harpendyreus och familjen juvelvingar. Inga underarter finns listade i Catalogue of Life.